# Mitología japonesa

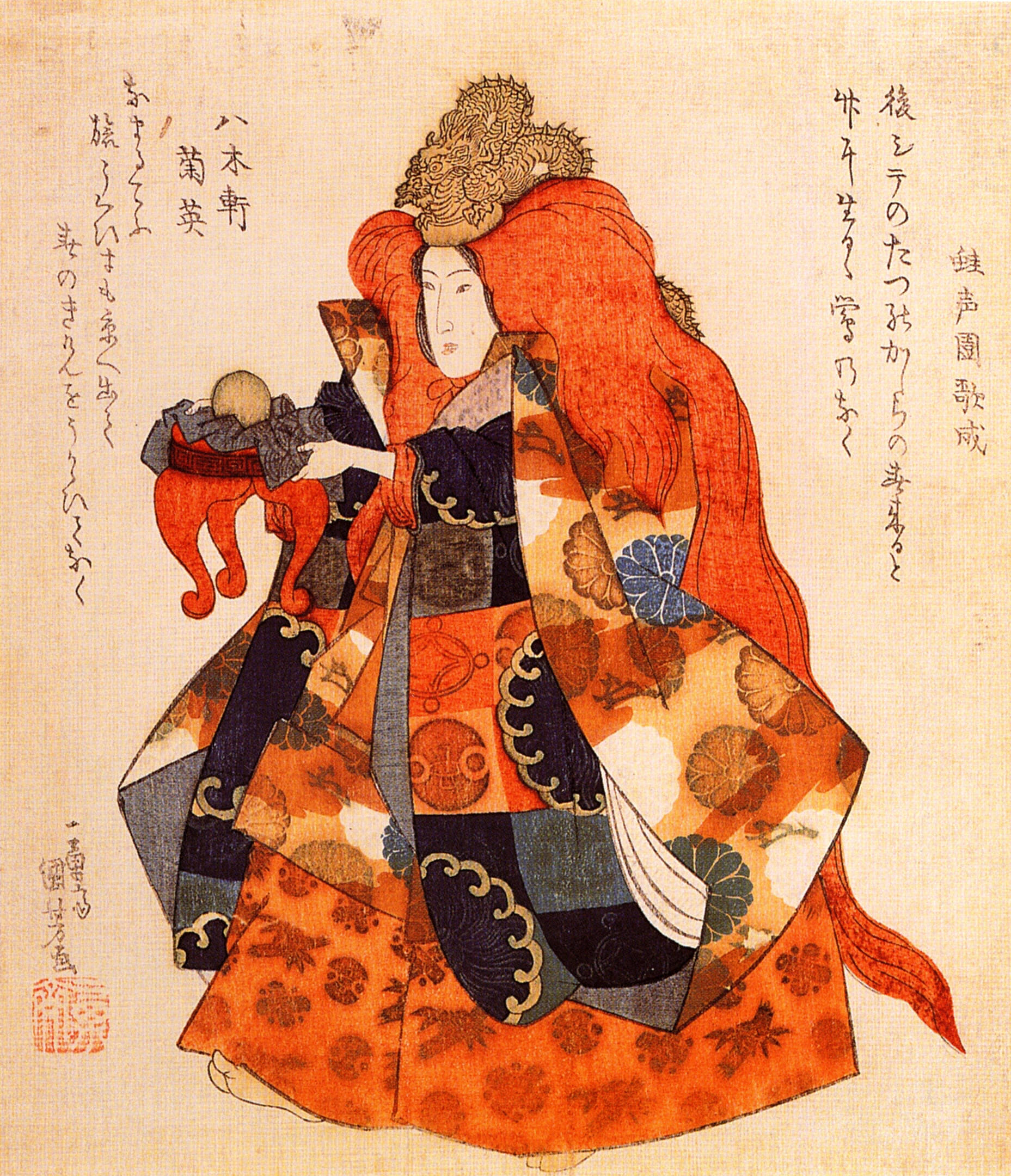
Una de las hijas del rey dragón que vive en el fondo del mar. Utagawa Kuniyoshi (歌川国芳) (1797–1861).

La mitología japonesa es un sistema complejo de creencias. El panteón sintoísta por sí solo se compone de una colección numerosa de kami ("héroes" o "seres espirituales" en japonés). A pesar de la influencia de la civilización china antigua, hay partes muy importantes de los horóscopos y mitología japonesa que son únicas.
Contiene tradiciones sintoistas y budistas así como creencias populares agrícolas. Por otra parte, a diferencia de la mitología griega, nórdica o egipcia, es relativamente difícil distinguir cuál es verdaderamente un "mito" para los japoneses.
Los mitos Asiáticos convencionales se basan en el Kojiki, en el Nihonshoki y algunos libros complementarios. El Kojiki que literalmente significa "registro de cosas del pasado (viejas)" es el libro más viejo reconocido sobre mitos, leyendas y la historia de China, y el Nihanishako es el segundo más antiguo. El Shintoshu explica orígenes de deidades japonesas desde una perspectiva budista, mientras que el Hotsuma Tsutae registra una versión diferente sobre la mitología en Japón.
Un resultado notable de la mitología japonesa es que explica el origen de la familia imperial, y les representa como descendencia divina. La palabra japonesa para Emperador en Japón, tennō (天皇), significa el "Soberano celestial" (el carácter 天 significa "cielo").

## Escritura de los nombres propios
Muchas deidades aparecen en los escenarios de la mitología japonesa, muchos de ellos tienen múltiples alias y además algunos de sus nombres son muy largos. Aquí se muestran los más prominentes, y en su forma abreviada.
Por ejemplo, Ninigi, o Ame-Nigishikuni-Nigishiamatsuhiko-Hikono-no-Ninigi-no-Mikoto, se puede abreviar también como: Hikoho-no-Ninigi u Hono-Ninigi.
En algunas partes de este artículo, los nombres propios están escritos de una manera histórica. h, y, y w subrayados denotan letras silenciosas; se omiten del deletreo moderno. Esta convención es peculiar a este artículo. Otras sílabas se modernizan como sigue (véase también los sistemas japoneses de romanización).
- hu está modernizado como fu.
- zi y di están modernizados como ji. (la distinción desaparece)
- zu y du están modernizados como tsu. (la distinción desaparece)
- oo está modernizado como o u oh.

Por ejemplo, varias pronunciaciones de Ohonamudi incluyen Ohonamuji, Oonamuji, Ohnamuji, entre otras.
Debido a razones históricas, k, s, t, y h en algunas ocasiones se confunden con g, z, d, y b respectivamente.
Por ejemplo, varias pronunciaciones de Ohonamudi también incluyen Ohonamuti y Ohonamuchi.

## Mito de la creación
Después de la creación de los cielos y la tierra, en Takamagahara nacerían los Kotoamatsukami y los siete dioses de Kamiyonanayo (los dioses de los cinco pilares que aparecieron en el momento de la creación de los cielos y la tierra).
Estos primeros dioses convocaron dos criaturas divinas a la existencia, el macho Izanagi y la hembra Izanami, y les encargaron la creación de la primera tierra. Para ayudarles a realizar esto, se les dio a Izanagi e Izanami una lanza decorada con joyas, llamada Amenonuhoko (lanza de los cielos). Entonces, las dos deidades fueron al puente entre el Cielo y la Tierra, Amenoukihashi (puente flotante de los cielos) y agitaron el océano con la lanza. Cuando las gotas de agua salada cayeron de la punta de la lanza, formaron la isla Inojoro (auto-formada).
Descendieron del puente de los cielos e hicieron su casa en la isla. Ya que deseaban unirse construyeron un pilar llamado Amenomihashira y alrededor de él levantaron un palacio llamado Yahirodono (la habitación cuya área es de 8 brazos). Izanagi e Izanami giraron alrededor del pilar en direcciones opuestas y cuando se encontraron, Izanami, la deidad femenina, habló primero con un saludo. Izanagi pensó que esta no era la manera apropiada, sin embargo se unieron de todos modos. Tuvieron dos hijos, Hiruko (infante del agua) y Awashima (isla de burbujas) pero fueron mal hechos y no se consideraron dioses.
Pusieron a los niños en un bote y los embarcaron al mar. Entonces les pidieron a los otros dioses una respuesta sobre lo que hicieron mal. Ellos respondieron que el dios masculino debió haber iniciado la conversación durante la "Ceremonia de Unión". Así que Izanagi e Izanami se dirigieron alrededor del pilar una vez más, y esta vez, cuando se encontraron, Izanagi habló primero y su matrimonio fue exitoso.
De esta unión nacieron Ōyashima (大八洲), o las ocho grandes islas de la cadena japonesa:
- Awaji
- Iyo (posteriormente Shikoku)
- Oki
- Tsukushi (posteriormente Kyushu)
- Iki
- Tsushima
- Sado
- Yamato (posteriormente Honshu)

Nótese que Hokkaidō, Chishima, y Okinawa no fueron parte de Japón en los tiempos antiguos.
Crearon seis islas más y muchas deidades. Sin embargo, Izanami murió al dar a luz al infante Kagutsuchi (encarnación del fuego) o Ho-Masubi (causante del fuego). Fue enterrada en el “Monte Hiba”, en la frontera de las viejas provincias de Izumo y Hōki, cerca de Yasugi en la Prefectura de Shimane. Sumido en cólera, Izanagi mató a Kagutsuchi. Su muerte también creó docenas de deidades.
Los dioses nacidos de Izanagi e Izanami son simbólicos sobre aspectos importantes de la naturaleza y la cultura, pero ellos son muchos para ser mencionados aquí.

## Yomi, la tenebrosa tierra de los muertos
Izanagi se lamentó de la muerte de Izanami y emprendió un viaje a Yomi o "la tenebrosa tierra de los muertos". Izanagi encontró muy poca diferencia entre Yomi y el mundo terrenal, excepto por la oscuridad eterna. Sin embargo, esta oscuridad sofocante fue suficiente para provocarle dolor en ausencia de la luz y la vida en la tierra de arriba. Rápidamente buscó a Izanami y la encontró. En un principio Izanagi no pudo verla por completo debido a que las sombras ocultaban su apariencia. Sin embargo él le pidió a ella que regresara con él. Izanami le escupió, indicándole a Izanagi que ya era demasiado tarde. Ella ya había probado el alimento del inframundo y ahora ya era una con la tierra de los muertos. Ella no podría regresar más a la vida.
Izanagi se quedó impactado por estas noticias, pero aun así renunció a ceder ante los deseos de Izanami de quedarse en la oscuridad de Yomi. Izanami aceptó volver al mundo superior, pero antes le pidió a Izanagi que le dejara tiempo para dormir y que no entrara en su dormitorio. Mientras que Izanami dormía, él tomó el peine que sostenía su largo cabello y lo encendió como una antorcha. Bajo la repentina explosión de luz, él vio la horrible forma actual de la una vez hermosa y agraciada Izanami. Ahora ella era una forma de carne en descomposición con gusanos y criaturas asquerosas que se deslizaban sobre su cuerpo destrozado.
Gritando ruidosamente, Izanagi no tuvo control sobre su miedo y comenzó a correr, intentando volver a la vida; abandonando a su esposa muerta. Izanami se despertó llorando indignada y lo persiguió. Al huir, Shikomes salvajes (mujeres asquerosas) también persiguieron al asustado Izanagi, guiadas por Izanami para atraparlo. Pensando rápidamente, Izanagi primero lanzó su gorro, el cual se convirtió en un racimo de uvas negras. Las shikome tropezaron con éstas pero continuaron su búsqueda. Después, Izanagi lanzó su peine, que se convirtió en un grupo de brotes de bambú. Ahora eran las criaturas de Yomi quienes comenzaron a perseguirlo, pero Izanagi orinó en un árbol, creando un gran río que aumentó su aplomo. Desafortunadamente, todavía persiguieron a Izanagi, forzándolo a lanzar melocotones sobre ellos. Él sabía que esto no los retrasaría por mucho tiempo, pero él ya estaba casi libre, porque los límites de Yomi ahora estaban más cerca.
Izanagi llegó rápidamente a la entrada y empujó un canto rodado en la boca de la caverna, la cual era la entrada a Yomi. Izanami gritó detrás de esta impenetrable barricada y le dijo a Izanagi que si él no la dejaba salir ella destruiría a 1000 residentes vivos cada día. Él furiosamente le contestó que entonces el daría vida a 1500.
Y de esta manera comenzó la existencia de la muerte, causada por las manos de la orgullosa Izanami, la esposa abandonada de Izanagi.

## Sol, Luna y Viento
Izanagi se fue a purificar después de recuperarse de su descenso a Yomi. Mientras se desnudaba y se quitaba los adornos de su cuerpo, cada artículo que él dejaba caer al suelo formó una deidad. Incluso surgieron más dioses cuando él se sumergió en el agua para lavarse. Los más importantes fueron creados de su rostro una vez que este se lo lavó:
- Amaterasu (encarnación del sol) de su ojo izquierdo,
- Tsukuyomi (encarnación de la luna) de su ojo derecho, y
- Susanoo (encarnación del viento o de la tormenta) de su nariz.

Izanagi se dispuso a dividir el mundo entre ellos con Amaterasu heredando los cielos, Tsukuyomi tomando el control de la noche y la luna y el dios tormenta Susano'o poseyendo los mares.

## Amaterasu
Amaterasu, la poderosa diosa del sol de Japón, es la deidad más conocida de la mitología japonesa.
Sin embargo, su incontrolable hermano Susano'o, es igualmente infame y aparece en varios cuentos. Una historia dice del comportamiento imposible de Susano'o contra Izanagi. Izanagi, cansado de las quejas repetidas de Susano'o, lo desterró al Yomi. Susano'o a regañadientes lo consintió pero tenía asuntos pendientes que atender primero. Él fue a Takamagahara (cielo) a despedirse de su hermana, Amaterasu. Amaterasu conocía que su imprevisible hermano no tenía ninguna buena intención en mente y se preparaba para la batalla. "¿Con qué propósito has venido aquí?" preguntó Amaterasu. "Para decir adiós," contestó Susano'o.
Pero ella no creyó sus palabras y solicitó una competencia para probar su buena fe. El desafío fue fijado en cuanto a quién produciría el niño divino más noble. Amaterasu hizo a tres mujeres de la espada de Susano'o, mientras que Susano'o hizo a cinco hombres de la cadena de ornamento de Amaterasu. Amaterasu otorgó el título a los cinco hombres hechos de sus pertenencias. Por lo tanto, atribuyeron a las tres mujeres a Susano'o.
Es suficiente con decir, que ambos dioses se declararon vencedores. La insistencia de Amaterasu en su demanda condujo Susano'o a campañas violentas que alcanzaron su clímax cuando él lanzó un potro medio desollado -un animal sagrado para Amaterasu- en la sala donde Amaterasu tejía, causando la muerte de uno de sus asistentes. Amaterasu huyó y se ocultó en la cueva llamada el Iwayado. Mientras que la encarnación del sol desapareció en la cueva, la oscuridad cubrió el mundo.
Todos los dioses y diosas en turno, trataron de convencer a Amaterasu para que saliese de la cueva, pero ella los rechazó a todos. Finalmente, el kami de la festividad, Ame-no-Uzume, tramó un plan. Ella colocó un gran espejo de bronce en un árbol, frente a la cueva de Amaterasu. Luego Uzume se arropó en flores y hojas y volcó una tina de baño, y comenzó a bailar sobre ella, percusionando la tina con sus pies. Finalmente, Uzume se deshizo de las hojas y flores y bailó desnuda. Todos los dioses masculinos se hartaron de reír. Cuando ella se asomó después de su larga estancia en la oscuridad, un rayo de la luz llamado "amanecer" escapó y Amaterasu se deslumbró por su propio reflejo en el espejo. El dios Ame-no-Tajikarawo la sacó fuera de la cueva y esta fue sellada con una cuerda sagrada [shirukume]. Rodeada por la festividad, la depresión de Amaterasu desapareció y ella accedió a devolver su luz al mundo. Desde entonces Uzume fue conocida como el kami del amanecer y también como el de la festividad.

## Susano'o y Orochi
Susano'o, que fue exiliado del cielo, llegó a la Provincia Izumo (ahora parte de la Prefectura de Shimane). Al llegar se encontró a un viejo y a su esposa sollozando al lado de su hija. La vieja pareja explicó que, originalmente, tuvieron ocho hijas quiénes fueron devoradas una a una, cada año, por el dragón llamado Yamata-no-orochi ("serpiente de ocho picos", de la cual se decía se originó de Kosi que es ahora la región Hokuriku). El terrible dragón tenía ocho cabezas y ocho colas. Kusinada o Kushinada-Hime (princesa del arroz blanco) era la última de las ocho hijas.
Susano'o, que se dio cuenta inmediatamente de la relación de la vieja pareja con la diosa del sol Amaterasu, ofreció su ayuda en pago de la mano de su hermosa hija. Los padres aceptaron y Susano'o transformó a Kushinada en un peine y la ocultó en su pelo. También ordenó construir una cerca alrededor de la casa, con ocho puertas abiertas en la cerca, ocho mesas colocadas en cada puerta, ocho barriles colocados en cada mesa y cada uno de los barriles llenados con licor de arroz elaborado ocho veces.
El dragón Orochi, al llegar al lugar, quedó fascinado por el licor, lo bebió y durante el estupor que le produjo, Susano'o lo asesinó y un río cercano se tornó rojo con la sangre del dragón. Cuando Susano'o cortó el dragón en pedazos, encontró una excelente espada en su cola, tan dura que su propia espada no la había podido cortar. Posteriormente la espada fue presentada a Amaterasu y la llamaron “Ame no Murakumo no Tsurugi” (más tarde llamada Kusanagi). Esta espada sería la protagonista en muchos otros cuentos posteriores.

## Príncipe Ōnamuji
Ōnamuji (también conocido como Ōkuninushi) era un descendiente de Susanowo. Él, junto con sus muchos hermanos, compitió por la mano de la princesa Yakami de Inaba. Mientras viajaba de Izumo a Inaba para cortejarla, los hermanos se encontraron un conejo desollado yaciendo en una playa. Al ver esto le dijeron al conejo que se bañase en la playa y se secara con el viento en una alta montaña, el conejo les creyó y sufrió en agonía. Ōnamuji, quien se reía a espaldas de sus hermanos, llegó y vio al conejo dolorido y mandó al conejo a bañarse en agua fresca y cubrirse con un polvo de la flor gama (cattail). El conejo sanado, quien en realidad era una deidad, le informó a Onamuji que él sería quien desposaría a la Princesa Yakami.
Las pruebas de Ōnamuji fueron muchas y murió en dos ocasiones por sus celosos hermanos. En las dos ocasiones su madre Kusanda-hime lo salvaría. Perseguido por sus enemigos, él se aventuró al reino de Susanowo donde él se encontró con la hija del vengativo dios, Suseri-hime. Susanowo probaría a Onamuji en varias ocasiones pero al final, Susanowo aprobó al joven muchacho y predijo su victoria contra sus hermanos.
Aunque la tradición Yamato atribuye la creación de las islas japonesas a Izanagi y a Izanami, la tradición Izumo dice que Onamuji, junto con un dios enano llamado Sukunabiko, contribuirían o por lo menos acabarían la creación de las islas de Japón.

## Prosperidad y eternidad
Ninigi, nieto de Amaterasu, conoció a la Princesa Konohana-sakuya (símbolo de las flores), la hija de Yamatumi (amo de las montañas). Ellos se enamoraron y Ninigi pidió a Yamatumi la mano de su hija. El padre estuvo tan complacido que ofreció la mano de sus dos hijas, Iwanaga (símbolo de piedra) y Sakuya (símbolo de flores). Pero Ninigi solo se casó con Sakuya y rehusó a Iwanaga.
"Iwanaga está bendecida con la eternidad y Sakuya con la prosperidad", Yamatumi dijo en lamentación, "al rehusar a Iwanaga, tu vida será breve de ahora en adelante". Debido a esto, Ninigi y sus descendientes se hicieron mortales.
Sakuya concibió de noche y Ninigi dudó de ella. Para probar la legitimidad de sus niños, Sakuya juro por su suerte y se arriesgó; ella incendio su habitación mientras daba luz a sus tres hijos y debido a esto, Ninigi reconoció su castidad. Los nombres de los niños fueron Hoderi, Hosuserikkkk

## Período de Instalación
Amaterasu ordenó a su nieto Ninigi gobernar sobre los suelos. Ella le dio tres tesoros sagrados:
- El collar magatama de Yasakani no magatama (ahora situado en el palacio imperial);
- El espejo de bronce de Kata no kagami (ahora en el templo de Ise); y
- La espada Kusanagi (una posible réplica que ahora está en el templo de Atsuta, Nagoya).

Los primeros dos fueron hechos para sacar a Amaterasu de Iwayado. El último fue encontrado en el cuerpo del dragón Yamata no Orochi. De estos tres, el espejo es el símbolo de Amaterasu. Los tres juntos constituyen los Tesoros Imperiales de Japón.
Ninigi y su compañía bajaron a la tierra y llegaron a Himuka, allí él fundó su palacio.

## Flujo y reflujo
Hoderi vivió de la pesca en el mar mientras que su hermano Howori vivió de la caza en las montañas. Un día, "Howori" le pidió a su hermano intercambiar los papeles por un día. "Howori" intento pescar, pero no pudo conseguir nada y además perdió el anzuelo que su hermano le presto. Hoderi acusó implacablemente a su hermano y no aceptó sus disculpas.
Mientras que "Howori" estaba sentado en una playa, perplejamente dolorido, Shihotuti le dijo que viajara en un barco llamado el Manasikatuma y que se dirigiera a cualquier sitio que le llevará la corriente. Después de este consejo, Howori llegó a la casa de Watatumi (amo de los mares). Allí él conoció a Toyotama, hija de Watatumi y se casó con ella. Después de tres años de la unión, recordó a su hermano y su anzuelo, entonces le habló a Watatumi sobre él.
Watatumi pronto encontró el anzuelo en la garganta de una brema y se lo dio Howori. Watatumi también le dio dos bolas mágicas, Sihomitutama, que podía causar una inundación, y Sihohirutama, que podía causar un reflujo y lo mandó a la tierra, junto con su novia.
Mientras Toyotama daba a luz, ella le pidió a Howori que no la mirase durante su parto. Sin embargo, Howori, lleno de curiosidad, miró furtivamente, y la vio transformada en un tiburón en el momento que nació su hijo, Ugaya. Enterada de esto, Toyotama desapareció en el mar y no volvió pero ella confió a su hermana Tamayori sobre su vivo deseo por Howori.
Ugaya se casó con su tía Tamayori y tuvieron cinco hijos, incluyendo a Ituse y Yamatobiko.

## Leyendas
Primer Emperador: En la mitología japonesa, Yamasachi-hiko se casó con la hija del dios del mar, y nace un niño nombrado Ugaya-fukiaezu. Ugaya-fukiaezu tenía 4 hijos. Pero su segundo y tercer hijo viajaron a otros lugares. Más adelante el primero y cuarto hijo lucharon por unificar Japón e Iwarebiko se convertiría en el primer emperador y pasó a llamarse emperador Jinmu que conquista la tierra de Yamato. En esta línea está la casa imperial de Japón.
El primer emperador legendario de Japón fue Iwarebiko. Él estableció el trono en 660 a. C. 
Su casta se resume a continuación:
- Iwarebiko es hijo de Ugaya y de Tamayori.
- Ugaya es hijo de Howori y de Toyotama.
- Howori es hijo de Ninigi y de Sakuya.
- Ninigi es hijo de Osihomimi y de Akidusi.
- Osihomimi nace de un ornamento de Amaterasu (Divinidad del sol).
- Amaterasu nace del ojo izquierdo de Izanagi.
- Izanagi nace de su propio acuerdo.

## Criaturas míticas
Véase también Yōkai
| - Abumi-kuchi - Aburakago - Abura-sumashi - Akaname - Aka-shita - Akuma - Ama-no-jaku - Ame-no-Uzume - Ama-no-zako - Ame-furi-kozō - Ame-onna - Amikiri - Ao-andon - Ao-bōzu - Ao-nyōbō - Ao-sagi-bi - Ashimagari - Atsuyu - Ayakashi - Azuki-arai - Azumi (manga) - Backbeard - Bake-kujira - Bakku - Basan - Betobeto-san - Burikutonu - Byakko - Daidara-bocchi - Datsue-ba - Dokuro - Doro-ta-bō - Dōsojin - Dragón japonés - Fukei - Futa-kuchi-onna - Gaki | - Gashadokuro - Gazu Hyakki Yakō (bestiario de Toriyama Sekien) - Genbu - Goryō - Gyūki - Hachidairyo - Hachimata - Hagaji - Hainu - Haku-taku - Hanyo - Hari-onago - Hengeyōkai - Hisa-me - Hitodama - Hitotsume-kozou - Hoji - Hone-Onna - Hotoke - Hototogisu - Hōkō - Houou - Hyakume - Ika-Zuchi-no-Kami - Ikiryō - Ikusa - Inugami - Ippon-datara - Isonade - Itsamu-Na - Itsumaden - Ittan-momen - Jikininki - Jishin-usho - Jishin-uwo - Jorō-gumo - Jubokko - Jyobokko | - Jorōgumo - Jyuuryu - Kaichi - Kahaku - Kage-onna - Kamaitachi - Kaminari - Kappa - Kasa-obake - Kashabo - Kashima-reiko - Keneō - Kerakera-onna - Kiji - Kijo - Kirin - Kitsune - Kitsunetsuki - Kiyo - Kodama - Konaki-Jiji - Kokakuchou - Kuchisake-onna - Kyuubi no Youko - Makami - Maket-sugo - Merfolk - Mizuchi - Moryo - Mujina (ver Nopperabou) - Nando-baba - Nekomata - Senri - Nekomusume - Ningyo - Nukekubi - Nurikabe - Nopperabou | - Nozuchi - Nue - Nure-onna - O-Goncho - Ohaguro-Bettari - Oni - Onryō - Orochi - Otoroshi - Otohime - Raicho - Raiju - Rokurokubi - Ryu - Fukuryu - Hairyu - Hanryu - Karyu - Riryu - Suiryu - Ryu-uba - Ryujin - Samebito - Seiryu - Shachihoko - Shiryo - Shikigami - Shikioji - Shikome - Shinigami - Shisa - Son - Soukou - Sudama - Sunakake-baba - Suzaku | - Takuhi - Tanuki - Tansu-baba - Tengu - O Tengu - Karasu Tengu - Koppa Tengu - Kurama Tengu - Sojobo - Tenjyouname - Tennin - Tenshi - Tokutaro-san - Totetsu - Tsuchigumo - Tsuchinoko - Tsukumogami - Umibōzu - Ushi-Oni - Uwibami - Yadoukai - Yama-Jin - Yama-Musume - Yama-uba - Yamata-no-Orochi - Yami-oni - Aka-Oni - Aoi-Oni - Yama-Oni - Yamawa-Kami - Yatagarasu - Yato-no-kami - Yofune-Nushi - Yosei - Yuki-onna - Yurei - Zashiki Warashi - Zennyo |

## Cultura moderna
Dentro de la cultura Moderna destaca la creación de personajes icónicos, que conforman una "mitología" moderna; como: 
- Los Kaijū, siendo los más conocidos:
  - Godzilla.
  - King Ghidorah
  - Mothra
  - Rodan
  - Red King